# Ряшівський університет
Ряшівський університет (пол. Uniwersytet Rzeszowski) — університет в Ряшеві, який є найбільшим навчальним закладом південно-східної Польщі.

## Історія
В 1963 році в Ряшеві засновані «Ряшівські студії філологічно-історичні та математично-фізичні» Краківського педагогічного університету,  в 1965 році Студії були трасформовані в Ряшівський педагогічний інститут.
Ряшівський університет заснований 1 вересня 2001 року злиттям Ряшівського педагогічного інституту, філії Університету Марії Склодовської-Кюрі (Люблін) та Економічного відділення Сільськогосподарської Академії Гуго Коллонтай (Краків). Першим ректором університету став професор Тадеуш Люлек.

## Напрямки навчання
- Гуманітарний коледж:
  - Археологія
  - Музеологія
  - Філософія
  - Міжкультурна комунікація
  - Історія
  - Культурологія
  - Історико-культурний туризм
  - Музичне мистецтво
  - Англійська філологія
  - Германська філологія
  - Російська філологія
  - Прикладна лінгвістика
  - Викладання іноземних мов - англійської та російської
  - Журналістика та соціальні комунікації
  - Польська філологія
  - Логопедія з навчанням польської мови як іноземної
  - Прикладна полоністика
  - Графіка
  - Образотворче мистецтво (живопис)
- Коледж медичних наук:
  - Медична аналітика
  - Дієтологія
  - Електрорадіологія
  - Фізіотерапія
  - Медична сфера
  - Медична сфера англійською
  - Сестринська справа
  - Акушерство
  - Служби екстреної медичної допомоги
  - Туризм і відпочинок
  - Фізична культура
  - Громадське здоров'я
- Коледж природничих наук [9]:
  - Агролісомеліорація
  - Ландшафтна архітектура
  - Безпека та сертифікація харчових продуктів
  - Біологія
  - Біотехнології
  - Фізика
  - Інформаційні технології
  - інформатика та економетрика
  - Інженерія матеріалів
  - Логістика в агропродовольчому секторі
  - Математика
  - Мехатроніка
  - Менеджмент з розробки продукту
  - Нанотехнології
  - Охорона навколишнього середовища
  - Відновлювані джерела енергії та управління відходами
  - Оптометрія
  - Сільське господарство
  - Діагностичні системи в медицині
  - Харчові технології та харчування людини
- Коледж соціальних наук:
  - Адміністрування
  - Внутрішня безпека
  - Економіка
  - Економіка англійською мовою (другий цикл навчання)
  - Фінанси та бухгалтерський облік
  - Сімейні дослідження
  - Освіта
  - Дошкільна та рання шкільна педагогіка
  - Спеціальна освіта
  - Політологія
  - Соціальна робота
  - Правознавство
  - Психологія
  - Соціологія
  - Міжнародні зв'язки
  - Європейські студії
  - Містознавство